# Úhorky
Úhorky s výškou 404 m n. m. je nejvyšší kopec v okrese Ostrava-město. Kopec se nachází u obce Horní Lhota v Moravskoslezském kraji a patří k severovýchodnímu výběžku Vítkovské vrchoviny, části Nízkého Jeseníku. Kopec je známý místním skiareálem Vaňkův kopec. Pohled z vrcholu nabízí výhled na okolní kopce a vesnice, Moravskou bránu a Beskydy.

## Další informace

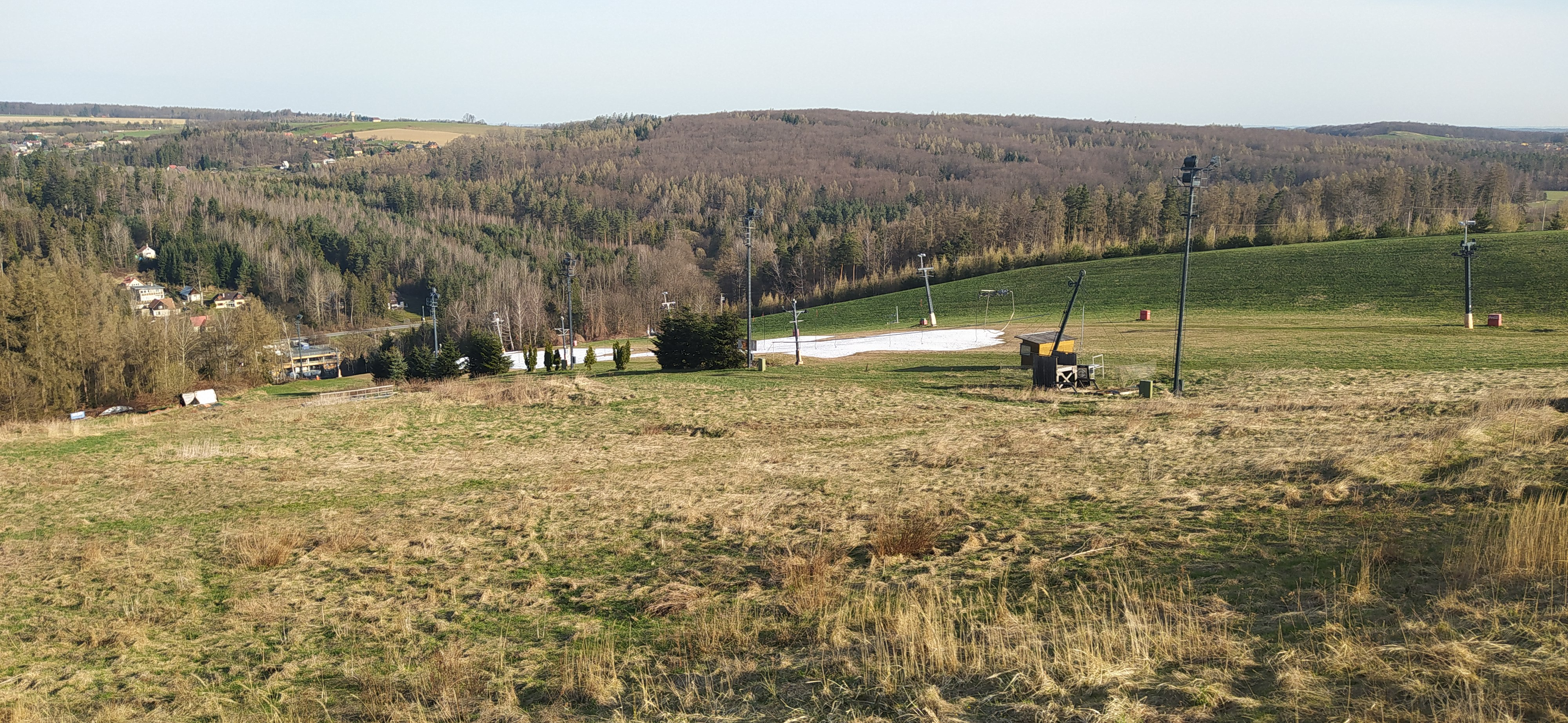

Kopec se nachází blízko konečné zastávky Zátiší na tramvajové trati Ostrava-Poruba – Kyjovice-Budišovice. Na vrchol kopce vedou polní cesty.

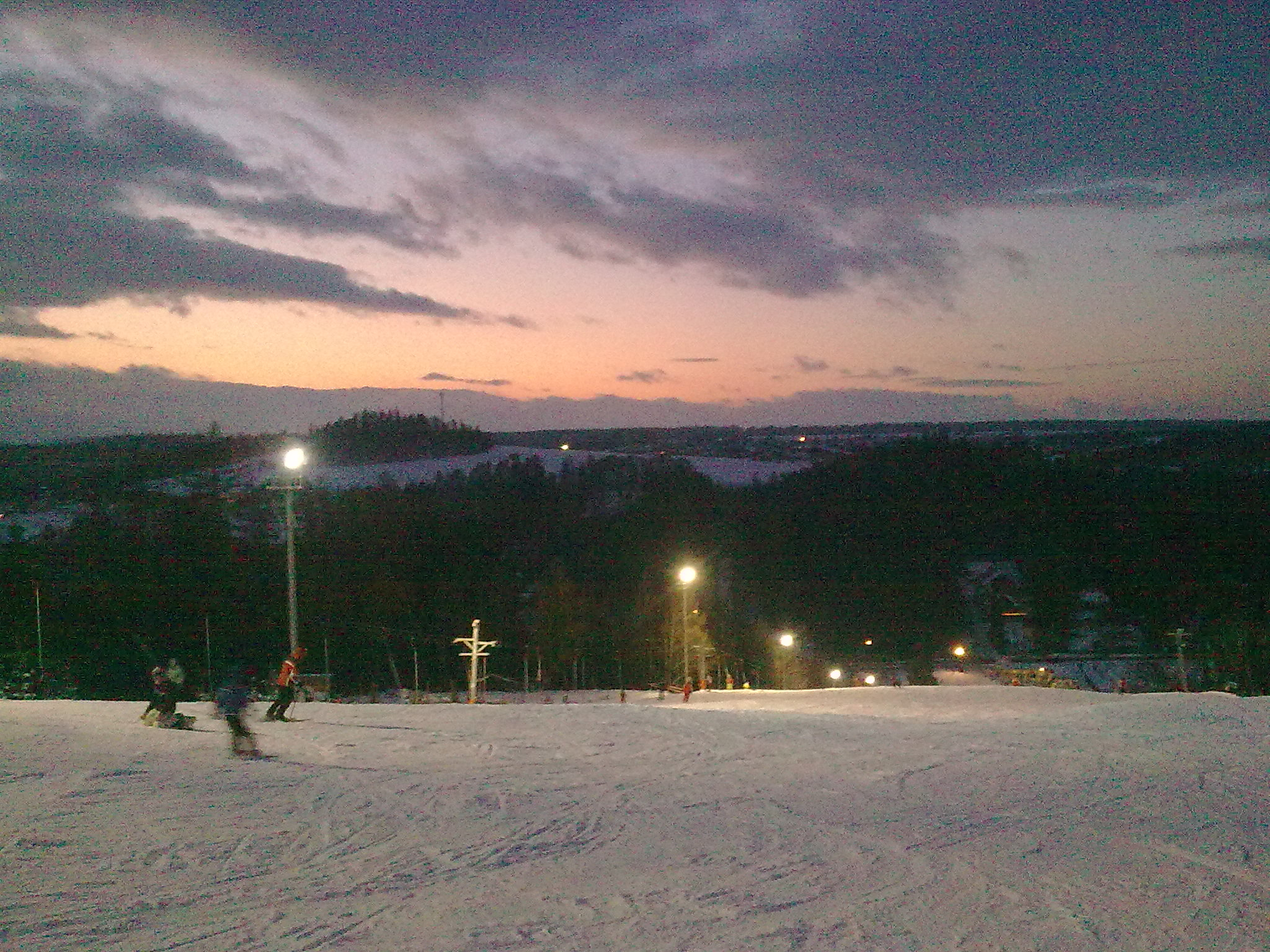

Na vrcholu kopce je také vysílač a vodní nádrže a pod vrcholem je vodárna.
Západním směrem (cca 630 m) v obci pramení potok Opusta.
Jihozápadní část kopce obtéká potok Porubka.